# Pierreclos
Pierreclos település Franciaországban, Saône-et-Loire megyében. Lakosainak száma 851 fő (2022. január 1.). Pierreclos Sologny, Bourgvilain, Bussières, Milly-Lamartine, Saint-Point és Serrières községekkel határos.

## Népesség
A település népességének változása:
| Lakosok száma | 909  | 903  | 931  | 904  | 890  | 874  | 859  | 851  | 851  |
|               | 2013 | 2015 | 2016 | 2017 | 2018 | 2019 | 2020 | 2021 | 2022 |